# Aaron Staton
Aaron Staton (Huntington, 2 agosto 1980) è un attore statunitense, noto per il ruolo di Ken Cosgrove in Mad Men e per il ruolo di Cole Phelps nel videogioco L.A. Noire.

## Biografia
Nato a Huntington, Virginia Occidentale, è cresciuto a Jacksonville, in Florida, e si è diplomato alla Scuola Terry Parker nel 1998 e nel 2004 alla Carnegie Mellon School of Drama. È sposato con l'attrice Connie Fletcher, che ha dato alla luce il loro primo figlio il 29 giugno 2010.

### Carriera
Ha vinto uno Screen Actors Guild Award, insieme al cast di Mad Men, per la prestazione eccezionale in una serie drammatica nel 2008 e 2009. Staton ha anche fatto apparizioni in serie televisive come Law & Order - Unità vittime speciali, Settimo Cielo (7th Heaven), e Senza traccia. Ha prestato la sua voce e il suo viso per il videogioco L.A. Noire, in cui interpreta il protagonista Cole Phelps.

## Filmografia

### Cinema
- La musica nel cuore - August Rush (August Rush), regia di Kirsten Sheridan (2007)
- One Night, regia di Michael Knowles (2007)
- Il diario di una tata (The Nanny Diaries), regia di Shari Springer Berman e Robert Pulcini (2007)
- I Believe in America, regia di Michael J. Narvaez (2007)
- Extrema - Al limite della vendetta (Descent), regia di Talia Lugacy (2007)
- Preservation, regia di Mike Neary (2014)
- The List, regia di Harris Goldberg (2016)

### Televisione
- Law & Order - Unità vittime speciali (Law & Order: SVU) - serie TV, 1 episodio (2005)
- Settimo cielo (7th Heaven) - serie TV, 3 episodi (2006)
- Mad Men - serie TV, 92 episodi (2007-2015) - Ken Cosgrove
- Senza traccia (Without a Trace) - serie TV, 1 episodio (2007)
- Imaginary Bitches - serie TV, 1 episodio (2008)
- The Good Wife - serie TV, 1 episodio (2011)
- Person of Interest - serie TV, 1 episodio (2013)
- Ray Donovan - serie TV, 9 episodi (2015-2016)
- My Mother and Other Strangers - serie TV, 5 episodi (2016)
- Girlfriends' Guide to Divorce - serie TV, 12 episodi (2016-2017)
- Narcos: Messico - serie TV, (2018-)
- The Right Stuff – serie TV, 8 episodi (2020-in corso)
- Love, Death & Robots - serie TV, 1 episodio (2019-in corso)
- Based on a True Story – serie TV, 3 episodi (2023-in corso)

### Videogiochi
- L.A. Noire, interpreta Cole Phelps (2011)

## Doppiatori italiani
Nelle versioni in italiano delle opere in cui ha recitato, Aaron Staton è stato doppiato da:
- Riccardo Scarafoni in Mad Men
- Mirko Mazzanti in The Good Wife
- Edoardo Stoppacciaro in Person of Interest
- Andrea Moretti in Narcos: Messico
- Daniele Raffaeli in Unbelievable
- Fabrizio Russotto in Big Sky
- Gabriele Vender in Based on a True Story